# 白瀑寺

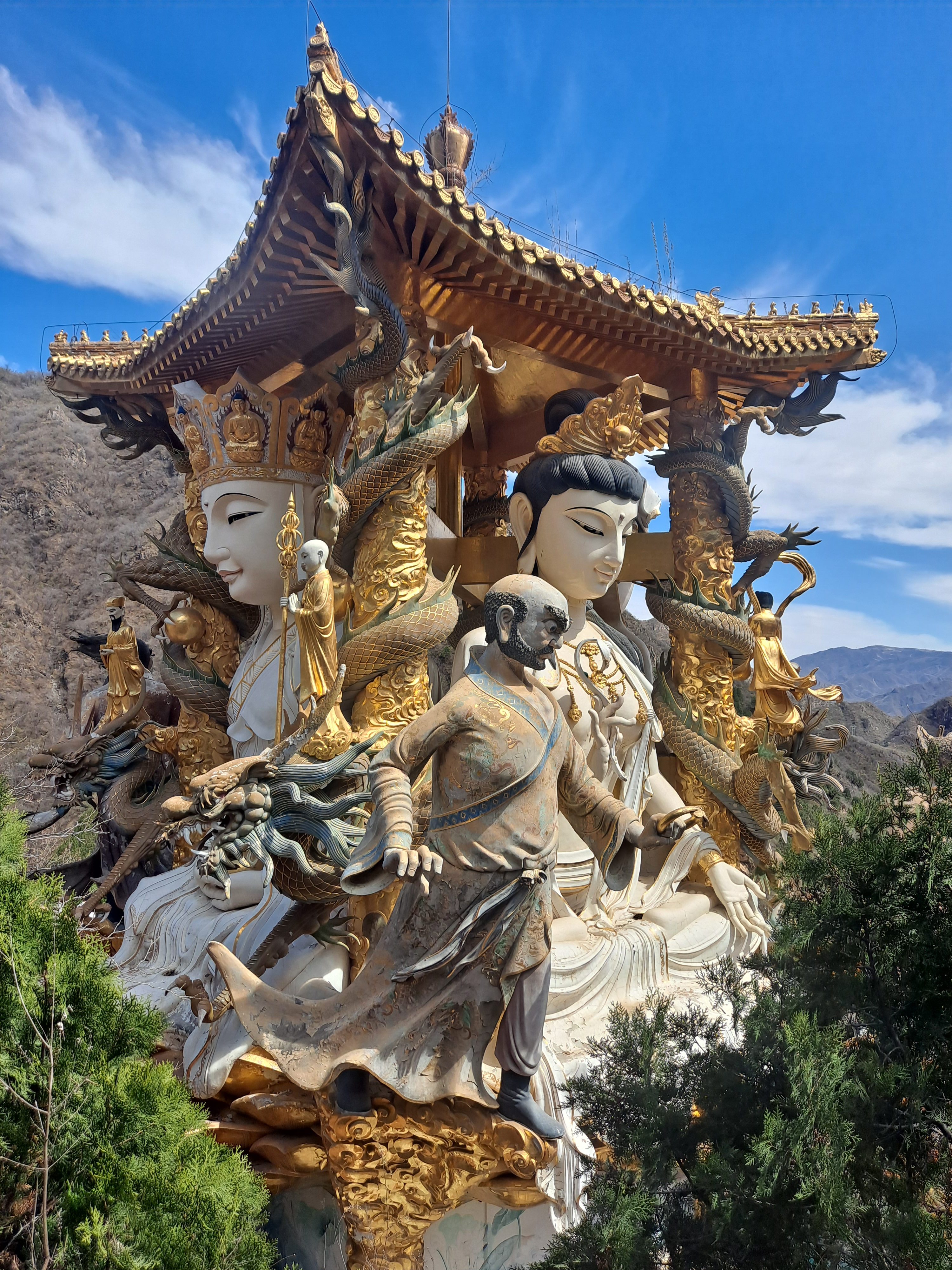
白瀑寺四面菩萨

白瀑寺，位于北京市门头沟区雁翅镇淤白村北面的金城山下，是一座汉传佛教寺院。

## 历史
白瀑寺位于北京市门头沟区雁翅镇的群山之中。该寺始建于辽朝乾统初年。该寺因为背临两处瀑布而得名“白瀑寺”。鼎盛时期，白瀑寺僧众达到一百人，正殿供奉的千佛绕毗卢遮那佛是全中国仅有的两尊之一，钟楼的铜钟直径为1.5米左右，此外还有镇水塔、药师塔、覆钵式密檐塔各一座，该寺下院有11所。
中华民国初年，一军阀看中白瀑寺所在的风水宝地，准备将祖坟迁至此处，遂率兵捣毁了白瀑寺。距离白瀑寺最近的淤白村村民，发心重建白瀑寺，但重建之后的白瀑寺远不如原先的规模，仅为一座三合式院落。三合式院落的白瀑寺最终毁于文化大革命，军阀未敢捣毁的千佛绕毗卢遮那佛被捣毁，大铜钟也被出售当作宣传用的“大喇叭”，整个寺院仅留下覆钵式辽代古塔一座。
释慧能俗名白丰瑞，1960年3月生于距离白瀑寺最近的淤白村。他率领众居士于1998年开始修路，再次重建了白瀑寺。重建之后的白瀑寺成为佛教活动的场所，但迟迟未能取得政府颁发的宗教活动场所证书。2013年8月10日，门头沟区民政局召开2013年年中工作分析会，会上提出“加快推进曹各庄天主教、清真寺新教堂建设工程，积极协调妙峰山恢复道教活动场所以及白瀑寺等寺庙遗址恢复宗教场所工作。”

## 建筑
如今的白瀑寺依山梯次建有山门、车神殿、天王殿、两序寮房、钟楼、鼓楼、客堂、法物流通处、大雄宝殿。辽代古塔“圆正法师塔”位于大雄宝殿右侧，新建的药师塔位于大雄宝殿左侧，其两侧前建有伽蓝殿、药师殿、弥陀殿、祖师殿以及僧寮。两侧的环廊环抱着殿堂，蜿蜒到法堂、藏经楼。环廊处的左侧是方丈室，右侧是小石桥至放生池，斋堂及四层楼房。殿堂、斋堂、楼房相互连通。
白瀑寺的西南山谷方向有地藏殿、汉白玉观音像、接引殿，10米高的地藏王菩萨铜像，地藏王菩萨铜像前是存放灵骨舍利的七层舍利塔。此外还建有财神殿、放生池、水井房、锅炉房。白瀑寺的东侧建有二僧院，其后为弥陀村安养院。二僧院前面是观音亭，亭内为用海底樟树化石雕刻的6米高的观音像。经过观音亭是盘山石阶路，此路通至药师观音洞。
白瀑寺是一座丛林式寺院，遵循佛教仪轨设计并建设，为出家人、居士修行至临终助念、往生、存放灵骨舍利提供了一条龙服务。

### 圆正法师塔
圆正法师塔为圆正法师灵骨塔，建于金朝皇统六年十月一日（1146年），是一座密檐式塔和覆钵式塔相结合的组合式塔。此塔为实心塔，砖石砌筑，平面呈六角形，上半部是覆钵式，下半部是密檐式。塔铭记载了圆正法师及建寺的情况。塔身下部为须弥座基座，其上三层为密檐，密檐之上有双层仰莲承托着覆钵，覆钵上置有仰莲，再上面是十一重相轮，上置镂空铁球，铁球中插有铁刹杆。塔刹部分现仅存刹座及刹杆。塔总高16.175米。此塔形制少见，造型稳重，为金代密檐式塔的杰作。1981年，门头沟区人民政府将此塔公布为第一批门头沟区文物保护单位。2004年11月18日，北京城建亚泰公司古建分公司宣布，圆正法师灵塔已修复完工，已通过北京市质量监督站以及门头沟区文委等部门的联合验收。
圆正法师俗姓曹，生于辽朝咸雍三年六月十五日（1067年），传说他出生时身放白光，幼年就对佛教很感兴趣，后出家为僧，在辽朝寿昌年间来到金城山居住，后在此地讲经，影响越来越大。辽朝乾统初年（1101年），有昌平、玉河、矾山、怀来等地的僧俗集资建成白瀑寺。金朝天会十二年三月十一日（1134年），圆正法师在白瀑寺圆寂，遗体荼毗后得三百粒舍利，建此塔供奉。

## 参考文献

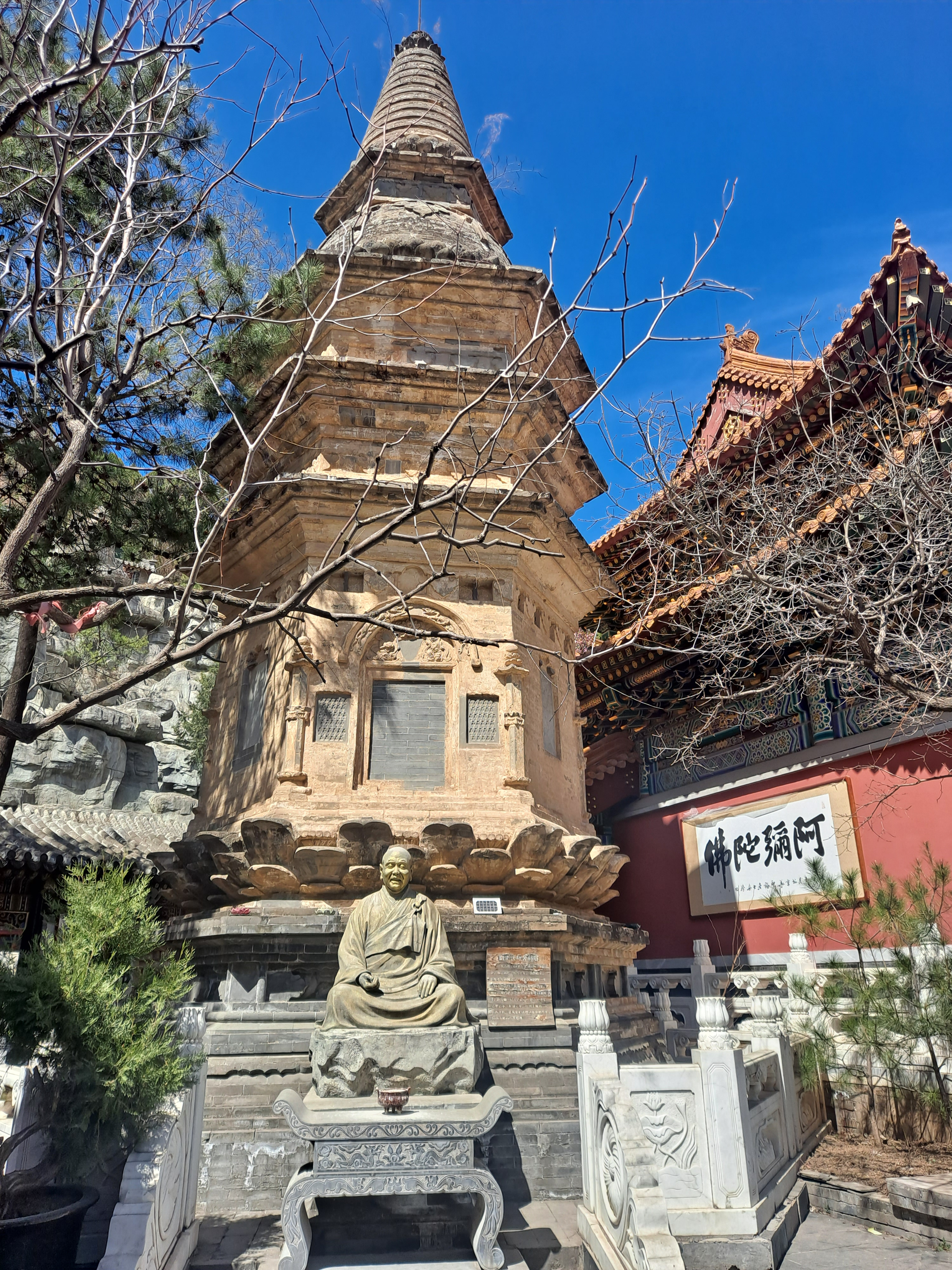
灵古塔和圆正法师像